# Polyonymus caroli
Polyonymus caroli là một loài chim trong họ Chim ruồi.